# Comuna Kolomîiciîha, Svatove
Kolomîiciîha (în ucraineană Коломийчиха) este o comună în raionul Svatove, regiunea Luhansk, Ucraina, formată din satele Jovtneve și Kolomîiciîha (reședința).

## Demografie
Componența lingvistică a comunei Kolomîiciîha
     Ucraineană (95,04%)
     Rusă (4,66%)
Conform recensământului din 2001, majoritatea populației comunei Kolomîiciîha era vorbitoare de ucraineană (95,04%), existând în minoritate și vorbitori de rusă (4,66%).